# Terme

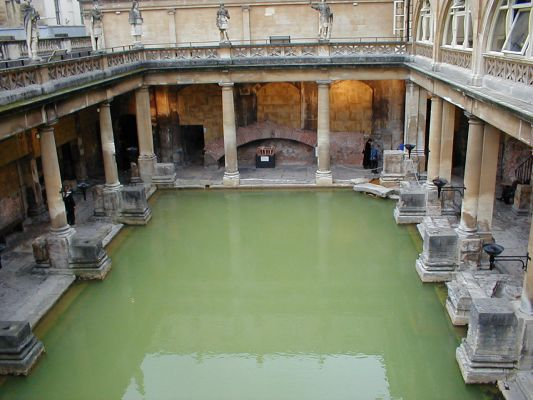
Băile de la Bath, Anglia, reconstruite pe temeliile termelor romane

Termele (în latină thermae) erau băile publice ale romanilor . Frecventarea lor era una dintre activitățile favorite ale romanilor, indiferent de sex sau clasă. Era o activitate socială ce constituia un eveniment central în viața de zi cu zi a cetățenilor romani. Băile la romani îndeplineau funcții de igienă, facilitând în același timp participarea la alte diferite activități adiacente de recreare. Erau concepute într-un mod similar centrelor actuale de recuperare, asigurând totodată posibilitatea de socializare și un mediu propice desfășurării afacerilor de tot felul. Majoritatea orașelor romane aveau cel puțin un spațiu amenajat în acest scop. 

## Terminologie
Thermae, balneae, balineae, balneum și balineum, sunt termeni ce se traduc acum prin „baie” sau „băi publice”, dar în lucrările scriitorilor romani nu erau sinonime perfecte. Astfel, balneum sau balineum, care derivau din grecescul βαλανείον, au avut ca semnificație primară baia personală existentă în majoritatea caselor romane din perioada respectivă. Camera în care se afla baia purta în schimb denumirea de balnearium, termen ce la Seneca a căpătat diminutivul balneolum, cu scopul de a desemna modesta cameră de baie din vila republicanului Scipio de la Liternum, ce contrasta cu luxul obișnuit din vremea filozofului. Pe măsură ce aceste spații au căpătat amploare, cuprinzând mai multe încăperi, a fost afectat și termenul ce le definea, el necesitând adoptarea pluralului balnea sau balinea, care în sensul strict al cuvântului nu se referea decât la săli de baie personale. Din punctul de vedere al lui Varro termenii balneae and balineae erau cei care defineau băile publice, neavând plural. De-a lungul timpului aceste definiri precise au fost neglijate de scriitorii și îndeosebi de poeții romani, Plinius cel Bătrân folosind, de exemplu, în cadrul aceleași propoziții, și balnea pentru a desemna băile publice, și balneum pentru cele private. 
Termenul thermae preluat din limba greacă însemna la origine izvoare sau băi calde dar s-a aplicat cu timpul clădirilor magnifice ce adăposteau aceste băi. Prin aceasta s-a stabilit și deosebirea dintre termenii thermae și balneae, cel din urmă definind băile republicane lipsite de luxul celor din timpul imperiului (thermae). La greci aceste stabilimente purtau numele de gymnasia.
Cuvântul românesc corespunzător este „terme”, substantiv la plural, fără formă de singular.

## Plan general de situație
O baie publică era construită în jurul a trei încăperi principale: caldarium (baie caldă), tepidarium (camera de baie călduță) și frigidarium (piscină pentru băi reci). Unele thermae beneficiau și de sudatorium (băi de aburi) sau laconicum (saună).
Unele dintre cele mai bine conservate terme sunt termele de la Pompei, pe care le vom avea de altfel în vedere pentru descrierea ce urmează. In România există de asemeni terme romane la Histria, Herculane, comuna Pietroasele, etc..

### Atrium
Atrium-ul este o curte interioară care împreună cu porticul și latrina formează vestibulul băilor (vestibulum balnearum) unde obișnuiau să aștepte servitorii. Acest atrium era utilizat de asemeni de tinerii care făceau exerciții în aer liber sau de vizitatorii băilor drept spațiu de promenadă. În incinta acestuia se afla și cel ce încasa sumele datorate pentru frecventarea băilor, sume ce nu se ridicau încă la cele practicate în zilele noastre pentru servicii similare. Locul se constituia și într-un spațiu publicitar, aici fiind postate afișe de interes public ce anunțau diferite evenimente: spectacole de teatru, lupte de gladiatori, diverse anunțuri,etc.)

### Apodyterium and frigidarium
Apodyteriumul este o sală de vestiar în care se pătrunde prin intermediul unui pasaj înainte de a intra în sălile de baie propriu-zise. Scopul acestei încăperi consta în depunerea hainelor de către persoanele ce doreau să intre la băi. În acea perioadă se obișnuia ca obiectele și îmbrăcămintea să fie lăsate pe mâna unor servitori, numiți capsarii, recunoscuți pentru lipsa lor de onestitate. Aici existau ca și în atrium acele scaune din piatră numite scholae. Din 
Apodyterium se poate ajunge în tepidarium, natatorium, piscina, baptisterium sau puteus.

### Tepidarium
- Din  frigidarium (piscină), aceia care vor să continue cu băi calde sau de aburi se îndreaptă spre tepidarium. Acesta nu conținea apă la vechile terme din Pompei ci era încălzit, păstrându-se o atmosferă constantă, agreabilă, prin care se urmărea pregătirea corpului pentru sauna și băile fierbinți ce urmau acestei etape. Spațiul servea uneori și drept apodyterium (Pompei). Tepidariumul este spațiul cel mai ornamentat, un loc de destindere, destinat pregătirii corpului și masajului. Pictura, stucatura și mozaicul fac din aceste încăperi adevărate opere de artă, ce reușeau să-și îndeplinească scopul de relaxare vizat. 

### Caldarium
Caldariumul definește acel spațiu în care se pătrunde din  tepidarium și al cărui mozaic se află chiar deasupra sistemului de încălzire subterană -hypocaust. Pereții acestuia sunt de asemeni prevăzuți cu goluri prin care pătrundea aerul cald. La unul din capetele acestuia se afla un bazin rotund -labrum, iar la celălalt un alt spațiu amenajat pentru băi (puelos, alveus, solium, calida piscina) ce putea fi accesat de pe o platformă -schola- prin intermediul unor trepte. Labrumul era dotat cu apă caldă ce se turna pe capul celor ce urmau să părăsească camera. Bazinele erau de obicei executate din marmură iar încăperile nu puteau fi bogat ornamentate datorită căldurii prea mari distribuite aici.

### Laconicum
Laconicumul este o cameră ce prevede un grad superior de încălzire față de cel din caldarium, fiind de fapt un spațiu de saună uscată. Se crede că a fost introdus la Roma de Marcus Vipsanius Agrippa și se mai numește și sudatorium sau assa.

### Alte spații de serviciu
Apodyterium dispune de un pasaj ce comunică cu camera de alimentare a focului  - praefurnium sau propigneum. Tot prin acest pasaj putem pătrunde în camera boilerelor sau urca pe acoperișul termelor. Persoanele însărcinate cu alimentarea focului -fornacatores- se aflau tot aici în praefurnium. Termele de la Pompei dispuneau de trei boilere. Din fața acestora pornea un alt coridor ce ducea în atrium - spațiul destinat servitorilor .

### Băile destinate femeilor
Setul de băi alăturate cu un spațiu alocat restrâns față de cel destinat bărbaților aparține femeilor romane. Urmărind la scară mică aceeași distribuire a spațiului aceste băi dispun de o intrare de serviciu ce duce printr-un vestibul la apodyterium, amenajat, ca și în cazul celui destinat bărbaților, cu bănci alăturate pereților - pulvinus, gradus.
Apodyteriumul duce într-un sens către natatio, amenajat pentru băi reci,iar în celălalt conduce la tepidarium care la rândul său comunică cu centrala termică pe una din laturi și cu băile calde. Extremitatea o ocupă bazinul numit labrum. Și această încăpere este dotată cu amenajările pentru menținerea temperaturii înalte deja amintite în cazul corespondent (goluri pentru pătrunderea aerului, respectiv suspendarea podelei).

## Scopul băilor publice la romani
Băile romane includeau adesea în afara spațiilor menționate și un loc unde se desfășurau sporturile în aer liber palaestra. Tot în acest spațiu se practica o curățire a corpului după obiceiul vremii, ce includea ungerea și îndepărtarea excesului de ulei cu ajutorul unui strigil.  Celor înstăriți le stăteau la dispoziție pentru astfel de operațiuni sclavii numiți capsarius.

## Semnificația culturală a băilor în cadrul lumii romane
Băile romane aveau o semnificație deosebită în primul rând prin utilizarea lor pe o scară foarte largă, dar și prin funcționalitatea lor diversificată. Astfel de ele benificiau nu numai cei cu o stare materială remarcabilă, ci toți membrii societății, inclusiv sclavii. Construite ca monumente publice ele nu excludeau, deci, nici un membru al societății, oferindu-le posibilitatea de a-și petrece o mare parte a timpului liber în aceste spații, într-un mod cât mai divers. Din nefericire aceste "invenții" ale lumii romane nu au corespondent în societatea actuală, deoarece ele reuneau băile cu spa-ul, biblioteca, galeriile de artă, sălile de gimnastică, bar-restauratele, shop-urile, saloanele, etc., practicând totodată prețuri după puterea de cumpărare a fiecăruia. 